# Michele Placido
Michele Placido (Ascoli Satriano, 19 mei 1946) is een Italiaans acteur en filmregisseur. Hij won meer dan tien filmprijzen, waaronder de Zilveren Beer voor beste acteur op het Internationaal filmfestival van Berlijn 1979 voor Ernesto en zijn vierde Premi David di Donatello in 2006 voor het script van Romanzo criminale. Tevens speelde hij onder andere commissaris Corrado Cattani in de maffiaserie La piovra.
Placido was tot 1994 getrouwd met de acht jaar jongere actrice Simonetta Stefanelli, met wie hij dochter  Violante (1976) en zoons Michelangelo (1990) en Brenno (1991) kreeg. Tussendoor kreeg hij in 1988 zoon Inigo samen met Virginie Alexandre en ten slotte in 2006 zoon Gabriele met zijn 38 jaar jongere vriendin Federica Vincenti.

## Filmografie (selectie)

### Als acteur
| - Il caso Pisciotta (1972) - Teresa la ladra (1972) - Romanzo popolare (1974) - Processo per direttissima (1974) - Mio Dio, come sono caduta in basso! (1974) - Orlando Furioso) (1975) - Casotto (1977) - Fontamara (1977) - Sabato, domenica e venerdì (1979) - Il prato (1979) - Salto nel vuoto (1980) - Tre fratelli (1981) - Les Ailes de la colombe (1981) - La piovra (1984) (tv) - La piovra 2 (1985) (tv) - Notte d'estate con profilo greco, occhi a mandorla e odore di basilico (1986) - Grandi magazzini (1986) - La piovra 3 (1987) (tv) - Mery per sempre (1989) - La piovra 4 (1989) (tv) - Quattro bravi ragazzi (1993) - Lamerica (1994) - Poliziotti (1994) | - Un eroe borghese (1995) - Del perduto amore (1998) - Liberate i pesci! (2000) - Tra due mondi (2001) - Il posto dell'anima (2003) - Caterina va in città (2003) - L'amore ritorna (2004) - L'odore del sangue (2004) - Romanzo criminale (2005) - Arrivederci amore, ciao (2006) - Il caimano (2006) - La sconosciuta (2006) - Le rose del deserto (2006) - Commediasexi (2006) - Piano, solo (2007) - 2061 - Un anno eccezionale (2007) - SoloMetro (2007) - Il sangue dei vinti (2008) - La luna nel deserto (2008) - Smutek paní Snajdrové (2008) - Il grande sogno (2009) - Baarìa (2009) |

### Als regisseur
- Pummarò (1990)
- Le amiche del cuore (1992)
- Un eroe borghese (1995)
- Del perduto amore (1998)
- Un altro mondo è possibile (2001)
- Un viaggio chiamato amore (2002)
- Ovunque sei (2004)
- Romanzo criminale (2005)
- L'Aquila 2009 - Cinque registi tra le macerie (2009)
- Il grande sogno (2009)